# Lonaconing
Lonaconing és una població dels Estats Units a l'estat de Maryland. Segons el cens del 2000 tenia 1.205 habitants.

## Demografia
Segons el cens del 2000, Lonaconing tenia 1.205 habitants, 482 habitatges, i 290 famílies. La densitat de població era de 1.107,7 habitants per km².
Dels 482 habitatges en un 28% hi vivien nens de menys de 18 anys, en un 46,9% hi vivien parelles casades, en un 10% dones solteres, i en un 39,8% no eren unitats familiars. En el 36,1% dels habitatges hi vivien persones soles el 21,8% de les quals corresponia a persones de 65 anys o més que vivien soles. El nombre mitjà de persones vivint en cada habitatge era de 2,37 i el nombre mitjà de persones que vivien en cada família era de 3,15.
Per edats la població es repartia de la següent manera: un 23,9% tenia menys de 18 anys, un 8,1% entre 18 i 24, un 25,9% entre 25 i 44, un 19,5% de 45 a 60 i un 22,6% 65 anys o més.
L'edat mediana era de 38 anys. Per cada 100 dones de 18 o més anys hi havia 75 homes.
La renda mediana per habitatge era de 27.434 $ i la renda mediana per família de 37.083 $. Els homes tenien una renda mediana de 27.315 $ mentre que les dones 19.423 $. La renda per capita de la població era de 13.890 $. Entorn del 12,8% de les famílies i el 19,6% de la població estaven per davall del llindar de pobresa.

## Poblacions més properes
El següent diagrama mostra les poblacions més properes.